# 矢口純
矢口 純（やぐち じゅん、1921年4月18日 - 2005年4月30日）は、日本の編集者、エッセイスト。

## 人物・来歴
東京雑司ヶ谷生まれ。本名読み・きよし。父は英文学者・矢口達。1943年早稲田大学政経学部を繰り上げ卒業し入隊、敗戦時には仙台陸軍飛行学校の将校生徒。千葉県の誉田で村会議員を務める。1948年婦人画報社に入社、『博愛』編集長として出向、十返千鶴子が編集員だった。1950年『婦人画報』編集部に戻る。55年、石原慎太郎は「太陽の季節」が芥川賞をとる前に編集部を訪ね、矢口がルポ「スポーツ・ゲート」を連載させた。62年取締役編集長となり、銀座の酒場で山口瞳と知り合い、「江分利満氏の優雅な生活」を連載させる。68年株式会社サン・アド入社、取締役企画本部長として洋酒の宣伝を仕事とする。日本ペンクラブ理事として会長川端康成、高見順の下で仕事をする。

## 著書
- 『滋味風味 対談』東京書房社 1970
- 『私の洋酒ノート』大泉書店 1971
- 『酒を愛する男の酒』新潮社 1977　のち文庫
- 『酒の肴になる話』新潮社 1985
- 『ウイスキー讃歌 いまこそ<生命の水>のとき』集英社文庫、1986
- 『ワイン・ギャラリー 栄光の美酒への招待』集英社文庫、1986
- 『東京の雑木林』福武書店 1991

## 参考
- 文藝年鑑2004
- 「酒を愛する男の酒」紹介文
- http://www.47news.jp/CN/200505/CN2005050201002514.html